# Селанов бук
Праисторическото мегалитно светилище Селанов бук се намира в непосредствена близост до тракийско и късноантично селище в местността Старото водно стопанство, в поречието на река Вищерица (Западни Родопи).

## Откритие
Мегалитното светилище „Селанов бук“ е регистрирано през 2006 г. при теренните обхождания в рамките на комплексната научна експедиция „Тракийски светилища от Западните Родопи, Пирин и Рила“ проведена между 2001 и 2007 г. Тя е организирана от ЮЗУ „Неофит Рилски“ – Благоевград, НАИМ при БАН – София и Регионален етнографски музей – Пловдив. В експедицията участват проф.Васил Марков, доц.Алексей Гоцев, Ангел Янков, Михаил Ваклинов, докторанти и студенти от Студентския научноизследователски клуб за древни култури при специалност „Културология“ в ЮЗУ – Благоевград, както и студенти от НБУ – София. В последния етап в проучванията се включват и археоастрономите д-р Алексей Стоев – Държавна обсерватория „Юрий Гагарин“ – Стара Загора и д-р Пенка Мъглова – Институт за изследване на слънцето и земята при БАН.

## Описание и особености
Обектът представлява сакрализирана в древността естествена мегалитна „гъба“, в подножието на която са издълбани кръгли, елипсовидни и правоъгълни ниши, които според проф. Марков наподобяват пита на пчелен кошер. От изток и север шапката на гъбата опира в склона, до който е разположена. На североизточната страна на обекта се наблюдава ниша, която преминава в скална арка, върху която е издълбан широк канал, изтичащ от голям кръгъл басейн – изкуствено оформен на повърхността на скалната шапка. На култовите площадки в съседство са оформени множество вкопавания – интерпретирани като „жертвеници“ с кръгла, елипсовидна или сложно-съставна форма.
Според проф. Васил Марков имайки предвид символиката на пчелата и пчелния кошер, най-общо този забележителен по своята стойност мегалитен паметник трябва да се свърже с Великата богиня-майка. Според него това откритие на експедицията е от изключително научно значение, тъй като бележи символично мястото, където върховното божество се оттегля след временният неуспех в двуборството с антагониста. На съседна площадка в материковата скала наблизо се наблюдават други издълбавания, напомняйки по форма конски стъпки, от които „извеждат“ улеи на юг и югоизток – към слънчевата посока на хоризонта.
Проф. Марков разглежда скалната гъба като природен код се среща доста често при древнотракийските свети места, а в индоевропейската митология и култово-обредна практика се свързва с добиването на божествената напитка сома, която според много изследователи е имала халюциногенен и наркотичен ефект. Според Марков светилището Селанов бук се наблюдава съчетание на двата основни източника от които се добива божествената храна – меда и гъбата (източник на божествения сок сома).
Голямото съсредоточване на праисторически светилища в западното и югозападно подножие на връх Беслет, към които се числи и това при Каялийски скали, подкрепя първоначалната хипотеза на проф. Марков, доц. Гоцев и д-р Янков, че този топоним може да се свърже с етнонима на Бесите, а върхът да се интерпретира като символ на космическата планина.
В западното и югозападно подножие на най-високия връх на хребета Дъбраш – Беслет, са съсредоточени четири значими и проучвани от няколко научни експедиции скални светилища – Кара таш, Али алан, Селанов бук и Кози камък.
Интерпретацията на всички тези обекти като древнотракийски и свързани с бесите е много обща и не е подкрепена с редовни археологически разкопки.